# Hamstead Marshall
Hamstead Marshall lub Hampstead Marshall – wieś i civil parish w Anglii, w Berkshire, w dystrykcie (unitary authority) West Berkshire. W 2011 civil parish liczyła 275 mieszkańców. Hamstead Marshall jest wspomniana w Domesday Book (1086) jako Hamestede.